# Rajd Krakowski 2008

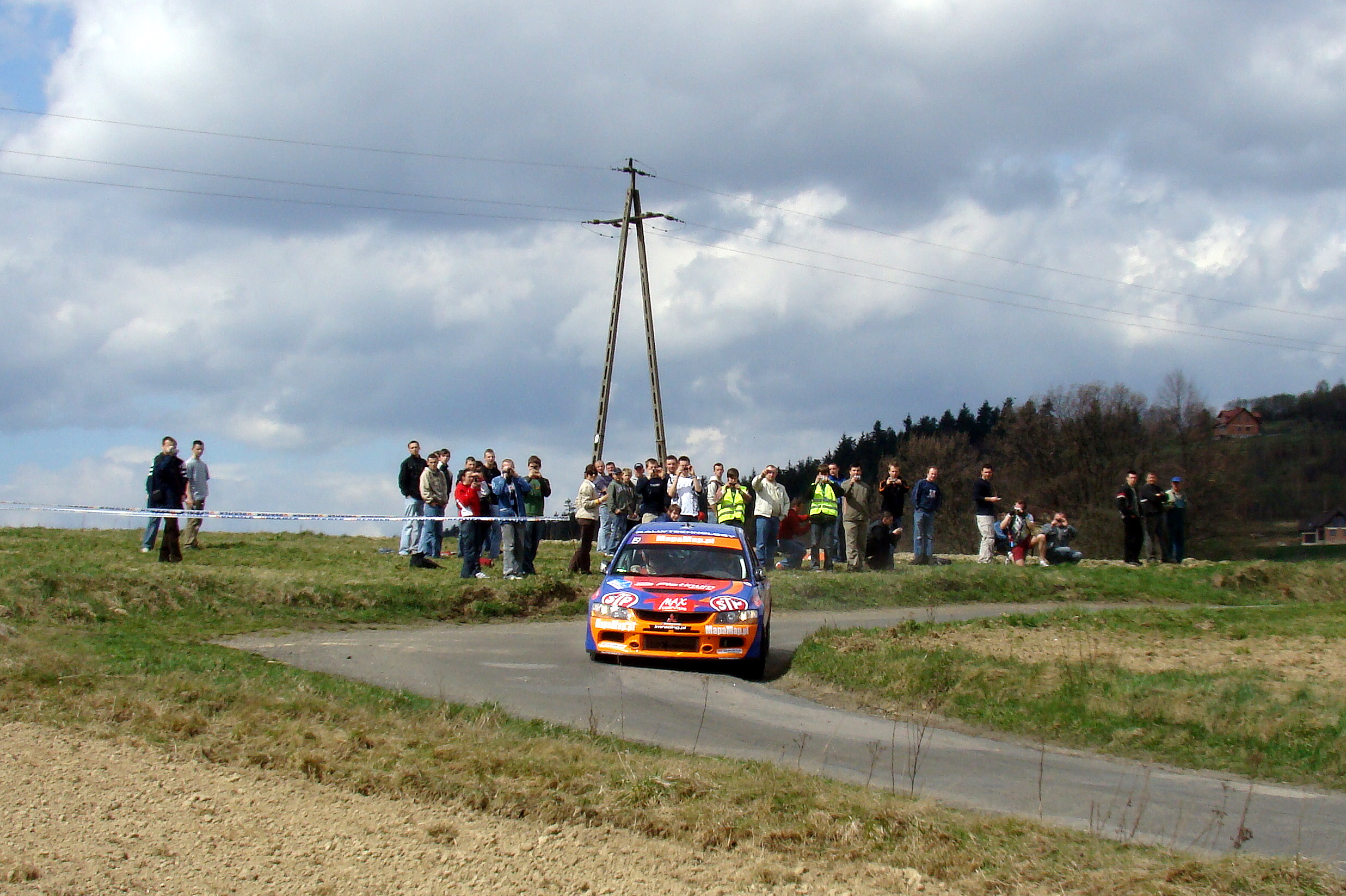
Kajetan Kajetanowicz podczas rajdu

44. Platinum Rajd Krakowski – 44. edycja Rajdu Krakowskiego. Był to rajd samochodowy rozgrywany od 1 do 2 lutego 2008 roku. Bazą rajdu było miasto Myślenice. Była to druga runda Rajdowych Samochodowych Mistrzostw Polski w roku 2008. Rajd składał się z piętnastu odcinków specjalnych (jeden odcinek anulowano).

## Wyniki końcowe rajdu[1]
| Miejsce | Kierowca             | Pilot            | Samochód                 | Czas      | Strata  | Grupa Klasa | Punkty |
| ------- | -------------------- | ---------------- | ------------------------ | --------- | ------- | ----------- | ------ |
| 1       | Bryan Bouffier       | Xavier Panseri   | Peugeot 207 S2000        | 1:22:45.6 | -       | S2000       | 11     |
| 2       | Kajetan Kajetanowicz | Maciej Wisławski | Mitsubishi Lancer Evo IX | 1:23:53.5 | +1:07.9 | N4          | 8      |
| 3       | Tomasz Czopik        | Łukasz Wroński   | Mitsubishi Lancer Evo IX | 1:24:17.8 | +1:32.2 | N4          | 6      |
| 4       | Michał Bębenek       | Grzegorz Bębenek | Mitsubishi Lancer Evo IX | 1:24:26.3 | +1:40.7 | N4          | 5      |
| 5       | Leszek Kuzaj         | Craig Parry      | Subaru Impreza STi N14   | 1:25:01.1 | +2:15.5 | N4          | 4      |
| 6       | Maciej Lubiak        | Karina Szarama   | Mitsubishi Lancer Evo IX | 1:25:12.4 | +2:26.8 | N4          | ?      |
| 7       | Paweł Dytko          | Tomasz Dytko     | Mitsubishi Lancer Evo IX | 1:26:15.8 | +3:30.2 | N4          | 2      |
| 8       | Tomasz Kuchar        | Daniel Dymurski  | Subaru Impreza STi N12   | 1:26:21.4 | +3:35.8 | N4          | 1      |
| 9       | Kamil Butruk         | Maciej Wilk      | Mitsubishi Lancer Evo IX | 1:26:54.3 | +4:08.7 | N4          | 0      |
| 10      | Michał Sołowow       | Maciej Baran     | Peugeot 207 S2000        | 1:27:04.1 | +4:18.5 | S2000       | 0      |